# Thymen Arensman
Thymen Arensman   (Deil, 4 de desembre de 1999) és un ciclista neerlandès, professional des del 2020, quan fitxà pel SEG Racing Academy. El setembre de 2022 anuncià el seu fitxatge per l'equip Ineos Grenadiers per a les temporades 2023 i 2024.
En el seu palmarès destaca una victòria d'etapa a la Volta a Espanya de 2022.

## Palmarès
- 2017
  - Vencedor d'una etapa al Tour de l'Alta Àustria júnior
- 2022
  - Vencedor d'una etapa a la Volta a Polònia
  - Vencedor d'una etapa a la Volta a Espanya
- 2025
  - Vencedor d'una etapa al Tour dels Alps
  - Vencedor de dues etapes al Tour de França

### Resultats a la Volta a Espanya
- 2020. 41è de la classificació general
- 2021. 61è de la classificació general
- 2022. 6è de la classificació general. Vencedor d'una etapa
- 2023. Abandona (7a etapa)
- 2024. Abandona (11a etapa)

### Resultats al Giro d'Itàlia
- 2022. 18è de la classificació general
- 2023. 6è de la classificació general
- 2024: 6è de la classificació general
- 2025: 29è de la classificació general

### Resultats al Tour de França
- 2025. 12è de la classificació general i vencedor de dues etapes